# 바트 추르차흐역
바트 추르차흐역(독일어: Bahnhof Bad Zurzach)은 스위스 아르가우주 바트 추르차흐 지자체에 있는 기차역이다. 역은 스위스 연방 철도의 빈터투어에서 코블렌츠까지 가는 노선에 있다.

## 운행편
2020년 12월 시간표 변경에 따라 바트 추르차흐에서 다음 서비스가 정차한다.
- 아르가우 S-반 S27 / 취리히 S-반 S36 : 발트슈트까지 30분 운행, 뷜라흐 및 바덴까지 매시간 운행